# استأجر حبيبة
استأجر حبيبة (بالإنجليزية: Rent-A-Girlfriend)‏ هي سلسلة مانغا يابانية تنشر في مجلة شونن الأسبوعية منذ يوليو 2017،تم عمل مسلسل أنمي من إنتاج طوكيو موفي شينشا عرض في يوليو حتى سبتمبر 2020 وتم تجديده لموسم ثاني سيعرض في 2022.